# Rocanville
Rocanville är en ort i Kanada.   Den ligger i provinsen Saskatchewan, i den sydöstra delen av landet, 2 000 km väster om huvudstaden Ottawa. Rocanville ligger 524 meter över havet och antalet invånare är 869.
Terrängen runt Rocanville är platt. Trakten runt Rocanville är nära nog obefolkad, med mindre än två invånare per kvadratkilometer..
Trakten runt Rocanville består till största delen av jordbruksmark.